# Oleg Kurguskin
Oleg Anatoljewicz Kurguskin, ros. Олег Анатольевич Кургускин (ur. 11 kwietnia 1966 w Eliście) – rosyjski żużlowiec.
Złoty medalista młodzieżowych indywidualnych mistrzostw Związku Radzieckiego (1987). Finalista indywidualnych mistrzostw świata juniorów (Zielona Góra 1987 – XIV miejsce). Dwukrotny srebrny medalista indywidualnych mistrzostw Związku Radzieckiego (1989, 1991). Sześciokrotny medalista indywidualnych mistrzostw Rosji: czterokrotnie złoty (1994, 1999, 2003, 2004) oraz dwukrotnie srebrny (1996, 2002). Jedenastokrotny złoty medalista drużynowych mistrzostw Rosji (1994, 1995, 1996, 2001, 2002, 2003, 2004, 2005, 2006, 2007, 2008). Dwukrotny finalista indywidualnych mistrzostw świata na długim torze (Mariańskie Łaźnie 1994 – XVII miejsce, 1997 – XXI miejsce). Srebrny medalista drużynowych mistrzostw świata (Diedenbergen 1996). Srebrny medalista indywidualnych mistrzostw Europy na torze trawiastym (Schwarme 1998). Trzykrotny złoty medalista klubowego Pucharu Europy, w barwach klubu Mega-Łada Togliatti (Pardubice 2002, Debreczyn 2003, Togliatti 2005).
Startował w lidze polskiej, w barwach klubów Iskra Ostrów Wielkopolski (1999, 2000) oraz ŁTŻ Łódź (2001).